# غياب مدرسي

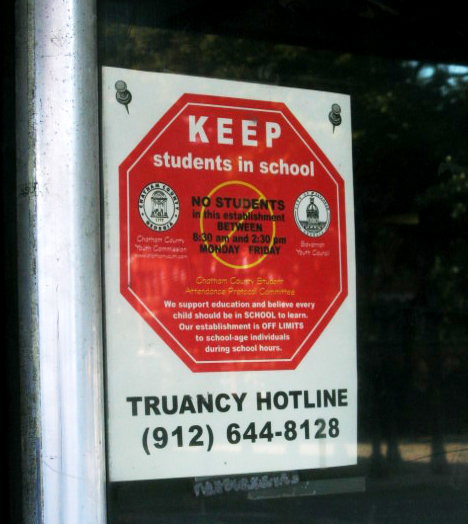
علامة طريق فيها رقم الإبلاغ عن أي طالب متغيب عن المدرسة بدون عذر في ولاية جورجيا في الولايات المتحدة.

 الغياب المدرسي هو الغياب غير المبرر وغير القانوني عن التعليم الإلزامي. وهو المصطلح الضد لمصطلح المواظبة والذي يعني الحضور على الدوام. يعتبر الغياب المدرسي عادة الغياب الناجم عن إرادة الطالب وقراره بعدم الذهاب دون مبرر أو عذر حقيقي كظرف طبي. تشمل أنظمة المدارس والتعليم بشكل عام قوانين وبنود صريحة حول الغياب المدرسي والإجراءات اللازمة حياله. الحضور للمدرسة ولكن عدم التواجد في الحصص والفصول يسمى الهروب من الحصص المدرسية.

## العقوبات المفروضة

### الولايات المتحدة
تفرض أنظمة الغياب المدرسي في الولايات المتحدة بواسطة مسؤولي المدرسة نفسها وتحت متابعة ولاة الأمر. هناك أنظمة رسائل نصية آلية جديدة تخبر ولي الأمر بشكل آلي عند عدم وجود سجل حضور لهذا الطفل في الكمبيوتر لذلك اليوم  ويمكن عرض سجلات الحضور عبر الإنترنت.[بحاجة لمصدر] أما في المدارس الكبيرة حيث يتواجد موظفو إنفاذ القانون  فإن غرامة «لعب الهوكي» يمكن أن تتراوح من 250 إلى 500 دولار. حوالي 12000 طالب تم تغريمه بسبب الغياب المدرسي في عام 2008 في لوس انجليس. تقدم العديد من الولايات دعماً لتعيين مشرف غياب مدرسي محلي في المدرسة حيث يكون  لديهم سلطة اعتقال لاؤلئك ممن لديهم عادة الغياب المدرسي وتقديمهم إلى ولاة أمورهم أو إرجاعهم لمدارسهم. العديد من الولايات[بحاجة لتوضيح] أيضا لديها سلطة إلغاء رخصة أو تصريح القيادة للطلاب. مشرف الغياب المدرسي إذا وُجد  فهو عادة يكون شرطي أو شريف في وقت واحد. تعتبر فكرة مشرف الغياب المدرسي الذي يداوم كامل اليوم على أنها بقايا من القرن 19 عندما كان الحضور الإلزامي للمدرسة أمر جديد نسبيا.[بحاجة لمصدر]
يلزم القانون الأطفال بالذهاب إلى المدرسة حتى يصلوا إلى سن معينة  تختلف حسب الولاية (عادة 16-18 سنة) إلا إذا كان الغياب معذور رسمياً من المدرسة أو أن الطفل قد تم طرده من الأصل.
الأطفال في المدارس الخاصة أو التعليم المنزلي معفون من الحضور الإلزامي  في التعليم العام.